# Brigades spéciales
Pour les articles homonymes, voir Brigade spéciale.
 (janvier 2024).
Les brigades spéciales (BS) étaient, à la préfecture de police de Paris, pendant la Seconde Guerre mondiale, une police spécialisée dans la traque des « ennemis intérieurs », principalement communistes, rarement dissidents, prisonniers évadés, et réfractaires au STO. Créées en 1941 par Pierre Pucheu, elles dépendaient de la direction centrale des Renseignements généraux (RG) et travaillaient en étroite collaboration avec les polices allemandes, sur la base de textes répressifs français. Si les affaires juives étaient suivies par ces mêmes RG, la recherche des Juifs était principalement entre les mains de la brigade spécialisée de la Police judiciaire.

## Confusion
Les brigades spéciales de Vichy ne doivent pas être confondues avec la Brigade spéciale du Quai des Orfèvres.
En 1942, le service de sûreté éclate en une dizaine de districts et il ne reste à Paris qu’une brigade spéciale forte d’environ 300 hommes. Cette brigade est divisée en trois sections. À la première section, dite BS1, on confie les enquêtes de sang. C’est l’ancêtre de la brigade criminelle. La BS2, est chargée de réprimer les vols et la BS3 traite des escroqueries, des abus de confiance et de la fausse monnaie.
Après la Libération, pour éviter le moindre quiproquo avec les calamiteuses brigades spéciales de Vichy, l’appellation « brigade spéciale » disparaît du vocabulaire policier.

## Siège
Le siège des brigades spéciales était situé au 2e étage, salle 35 de la préfecture de police de Paris, aile actuellement occupée par la direction de l'ordre public et de la circulation (DOPC).

## Chefs
- Commissaire Fernand David, responsable de la BS1 (pièce 47), surnommé « David les Mains Rouges », fusillé après la Libération le 5 mai 1945[1]
- Commissaire René (dit Jean) Hénoque, responsable de la BS2 (pièce 29) spécialisée dans la traque des communistes[2]
- Baldini (pièce 27)
- Inspecteur Gaston Barrachin
- Blancard (pièce 38)
- Bouton
- Inspecteur Chauveau (pièce 37)
- Clévy (pièce 41)
- Inspecteur Daimé (pièce 37)
- Decorty (pièce 40)
- Désaunié (pièce 45)
- Leblanc (pièce 27)
- Maupin
- Portalès - secrétaire (pièce 44), par ailleurs reconnu comme résistant.
- Rochet - secrétaire (pièce 42)
- Thévenard - secrétaire (pièce 46)

## Affectation
Les agents affectés aux brigades spéciales (BS) sont majoritairement des inspecteurs de la police de Paris, complétés par des gardiens de la paix promus, occasionnellement recrutés sur concours avant 1937. Ils sont pour la plupart, comme beaucoup de leurs collègues, d'origine provinciale et nés avant la première guerre mondiale. Ces policiers intègrent les RG ou les BS parfois à partir de mars 1940, puis à l'été 1941 et enfin en 1942. Le recrutement s'avère alors difficile faute de volontaires. Même de très jeunes inspecteurs fraîchement recrutés seront versés de force dans ces unités.
Les premiers sont des inspecteurs volontaires issus des RG ou de la PJ, puis ils sont rejoints par des gardiens de la paix, détachés comme inspecteurs auxiliaires de la DRG à la déclaration de guerre et qui se retrouvent versés dans les BS. Titularisés inspecteurs spéciaux, ils constituent l'ossature de la BS2.
Les seconds sont des gardiens de la paix, de la BS1. Les plus zélés se trouvent dans les 3e et 4e groupes de la BS2 commandés par Jean Bouton, membre du PPF, de Doriot et Gaston Barrachin.
Ceux de 1942 sont soit de jeunes policiers, certains membres du PPF ou du RNP entrés à la police de Paris par idéologie, soit des jeunes devenus policiers pour échapper au STO et affectés aux BS.
La plupart de ces inspecteurs sont et vivent dans un climat xénophobe, antisémite et anticommuniste, à l'image de l'État de Vichy et d'une partie de la population. Les volontaires ne sont pas nombreux après 1942, malgré l'assurance de gratifications (primes, médailles, etc.) et d'un avancement rapide (même en cas d'échec aux concours).
La politique collaborationniste du régime de Vichy permet une coopération étroite entre les forces répressives allemandes et françaises. C'est ainsi que le 8 août 1942, René Bousquet, préfet et secrétaire général de la police de Vichy, et Carl Oberg, Höherer SS- und Polizeiführer (« chef supérieur de la SS et de la police allemande ») pour la France, signent un accord de coopération. Mais l'essentiel des arrestations se font sur la base de textes français d'avant-guerre, les « décrets Daladier ».
Les brigades spéciales travaillent ainsi avec les différents services de sécurité allemands (Geheime Feld Polizei, Ordnungspolizei, Kripo, Gestapo, Sicherheitsdienst…), afin de démanteler les groupes de guérilla, à Paris en particulier, qui entretiennent un sentiment d'insécurité au sein des troupes occupantes.

## Méthodologie
Les principales méthodes étaient déjà pratiquées depuis de nombreuses années : Fichiers, indicateurs puis filatures, arrestation, interrogatoire, passage à tabac, torture…
Les inspecteurs chargés d’une surveillance marchaient en binômes. Ils devaient téléphoner au chef de groupe quotidiennement, afin de rendre compte et recevoir des ordres. Tous les deux jours, ils devaient présenter des rapports. Une fois les personnes connues, une seconde équipe, voire une troisième, était jointe à la première afin d’identifier la personne filée. L’identification connue, la BS cherchait à repérer sa, ou ses, planques. S’il s’agissait de surveiller un lieu fixe où le camouflage était difficile, ils utilisaient des camions bâchés ou des camionnettes. La filature s’effectuait par des équipes dont les membres étaient échelonnés de 50 mètres de part et d’autre du trottoir. Les policiers pouvaient être camouflés en ouvriers, en employés des PTT ou de la RATP, voire en clochards.
Des résistants ont signalé avoir été suivis par des individus portant l'étoile jaune. Aucun camouflage n’était tabou. La filature pouvait durer plusieurs mois, afin d’être la plus efficace possible. Lorsqu’un résistant se sentait traqué, les inspecteurs relâchaient la surveillance afin qu’il doute de son sentiment. Les policiers désignaient souvent leurs cibles par un pseudo relatif à l'endroit où elles avaient été repérées pour la première fois. Les spécialistes dressaient ensuite des organigrammes détaillés qui permettaient d'établir aisément des rapprochements.
Une fois arrêté le résistant était amené dans les locaux des brigades spéciales à la préfecture de police. Dans un premier temps, il y était interrogé et torturé puis il était interné, déporté ou exécuté.

## Démantèlement des bataillons de la Jeunesse communiste

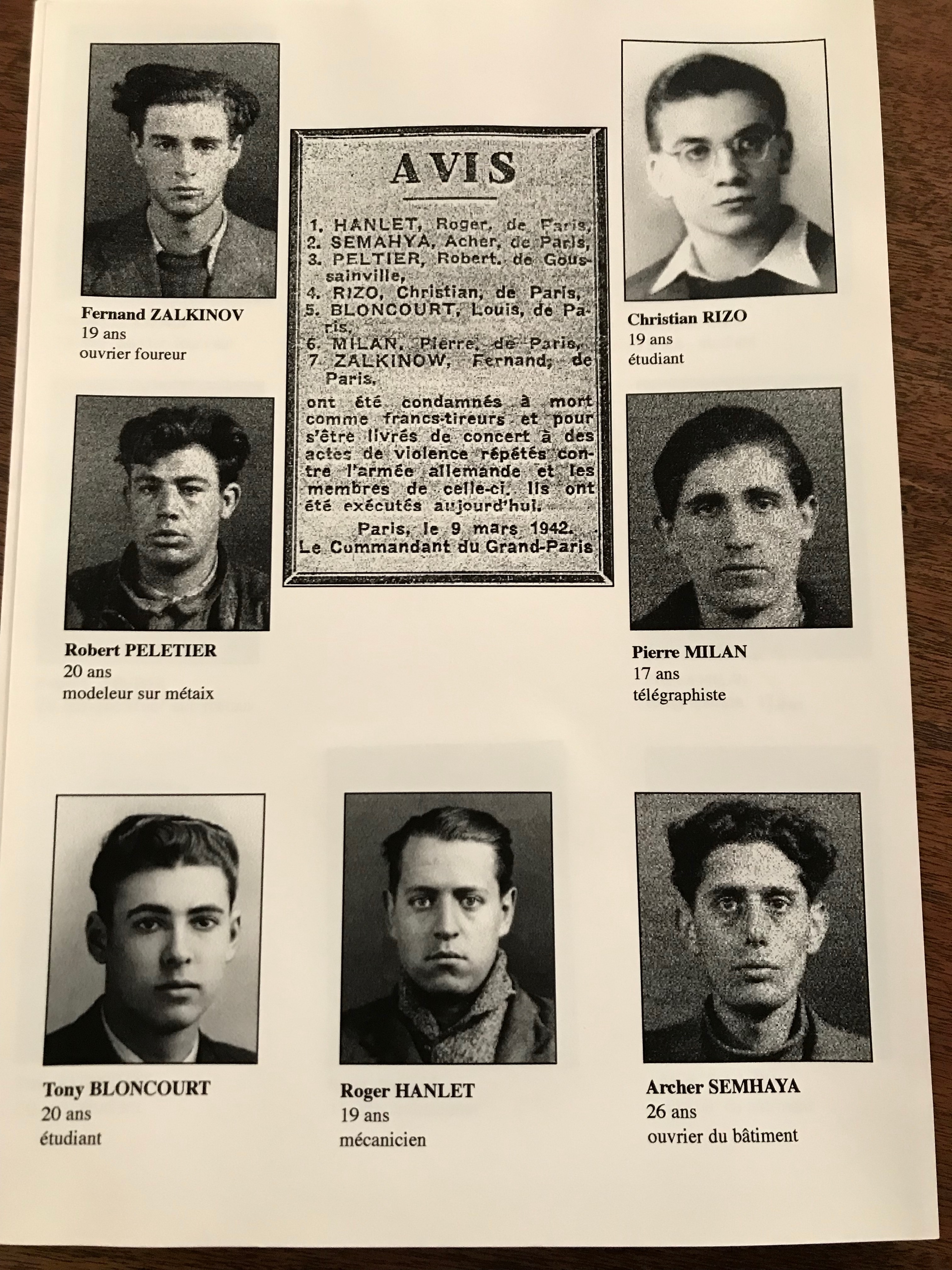
Les 7 membres des Bataillons de la jeunesse communiste fusillés le 9 mars 1942.

Après série d'attaques, dont certaines assez spectaculaires, contre l'armée allemande, la BS2 sous le commandement du  commissaire Georges Veber puis du commissaire divisionnaire René Jean Hénoque, entre octobre et novembre 1941, démantèle une grande partie des bataillons de la jeunesse communiste avec les arrestations successives de Fernand Zalkinow, Robert Peltier, Tony Acher Semahya, Roger Hanlet, Pierre Milan, Tony Bloncourt et Christian Rizo, puis le 5 janvier 1942 Louis Méléro, dit « Tony ». Seul le chef du groupe, Gilbert Brustlein, parviendra à échapper à la capture.
En mars 1942, sept membres des bataillons de la jeunesse sont jugés par la justice militaire allemande dans le cadre du procès dit du « Palais Bourbon ». Ils seront tous fusillés au Mont-Valérien.

## Démantèlement de l'Organisation spéciale du PCF
La BS-2 s'applique ensuite à démanteler l'Organisation spéciale du PCF. 
Le 11 février 1942, Yves Kermen est arrêté, le 16 avril 1942 c'est au tour de Robert Marchand, puis le 9 mai 1942 suivant Maurice Feferman et Maurice Feld tombent, et enfin le 16 mai 1942 Raymond Losserand, France Bloch-Sarrazin et Dominique Savattero sont à leur tour arrêtés par la BS2.
En avril 1942, une vingtaine de membres de ce groupe sont jugés par la justice militaire allemande dans le cadre du procès dit de la « Maison de la Chimie ». La plupart d’entre eux seront fusillés au Mont-Valérien.

## Autre groupe
Le 20 septembre 1942, après l'explosion d'une grenade devant la porte d'entrée de l'hôtel Chicago occupé par l’armée allemande 99 bis, rue de Rome, deux hommes prennent la fuite. Maîtrisé par des passants sur le boulevard des Batignolles, Maurice Cadet est amené au siège de la BS-2 où il reconnaît les faits ainsi que la participation à d'autres actions, comme le 18 juillet le jet d'un engin explosif contre un bureau de placement allemand de la rue Clisson, où un gardien de la paix est tué après un échange de coups de feu, le 1er août il assure le service d'ordre durant la manifestation anti-allemande de la rue Daguerre, animée par Lise Ricol, le 1er septembre le jet d'un engin explosif contre le bureau de placement de la rue de la Procession et, le 11 septembre, l'incendie un camion allemand sur le quai de Jemmapes.
Jugé le 13 novembre, il est fusillé le 24 du même mois en même temps que son frère Jean, Marcel Lainé, Eugène Dion et Gaston Père.
Parmi les autres personnes arrêtées au sein de ce groupe se trouvait Artur London, qui sera appréhendé le 21 août 1942 et qui sera déporté à Mauthausen, tout comme sa femme, Lise Ricol.

## Lutte contre la MOI

### Histoire de la première filature
Janvier 1943 : les BS effectuent la première filature dont la cible est l’organisation communiste de la jeunesse juive et son appareil de propagande des FTP-MOI.
Le 18 février 1943, les policiers suivent deux résistants de la jeunesse juive, qui rencontrent une jeune fille accompagnée d’une fillette que les inspecteurs n’ont pas encore identifiés mais dont ils connaissent les « surnoms » : Lucien, Bertrand et Martine. Les BS perdent leurs traces lorsque le groupe rentre dans un immeuble à plusieurs sorties (qu’ils ignoraient).
Le 21 février 1943, la police retrouve la trace de Bertrand et le suivent jusqu'à sa planque 8, rue Stanislas-Meunier à Paris. Bertrand ressort accompagné de Martine. Désormais ces deux résistants sont logés.
Voici les portraits parlés de Bertrand et Martine par les inspecteurs de la BS2 :

Bertrand : 22 ans, 1,70 m, mince, nez long, visage type sémite, cheveux châtain clair rejetés en arrière, retombant sur le côté. Pardessus bleu marine à martingale, pantalon noir, souliers jaunes, chaussettes grises.

Martine : 20 ans, 1,60 m, corpulence moyenne, cheveux châtain moyen relevés sur le devant et retombant sur la nuque. Nez légèrement retroussé, teint mat, non fardée, vêtue d’un manteau beige avec fronces dans le dos, bas blancs ; elle porte un sac à provision gris et un sac à main noir. Elle est accompagnée d’une fillette.
Le 23 mars 1943, Henri Krasucki dit Bertrand, l'un des quatre membres de la direction de la jeunesse juive, et sa compagne Paulette Sliwka dite Martine (la petite fille était Lilli Krasucki sa sœur) sont arrêtés ainsi que 57 autres jeunes Juifs de nationalité étrangère, qui sont ensuite déportés, sous l’inculpation d’assassinats, menées terroristes et complicité.

### Histoire de la seconde filature
22 avril 1943 : Les BS effectuent une seconde filature dont la cible est la branche politique de la MOI.
La nouvelle filature commence à partir du dénommé Maroc, qui faisait partie de ceux qui avaient été laissés en réserve, au cours de précédentes arrestations, pour servir de point de départ (à son insu bien entendu) pour de nouvelles opérations.

Le 24 avril, Maroc rencontre Henri, dont les BS font le portrait parlé :

Henri : 32 ans environ, 1,60 m, corpulence moyenne, teint clair, visage juif, cheveux bruns, coiffé d’un chapeau marron clair à bords larges, légèrement relevé sur le derrière, pardessus gris beige à martingale avec des raies longitudinales marron, pantalon gris, souliers noirs, genre élégant.

Les BS identifient rapidement Henri ; il s’agit d'Adam Rayski responsable de l’organisation juive de la MOI, le 2e détachement qui était composé d'une quarantaine de juifs.

Début mai 1943, l’adjoint d'Adam Rayski, Idel Barszczewski dit Korman, dit Orléans, est pris en filature, identifié et une de ses planques logées (square du Tarn).
Le 27 mai, Adam Rayski, Idel Barszczewski, Jacques Rawine (responsable de la zone sud), Techka Tenenbaum et Edouard Kowalski (membres de la direction des MOI) se rendent, par groupes séparés, à une réunion au 32 rue Guyot pisté par les inspecteurs de la BS2. Cette réunion regroupait donc les membres de la direction nationale juive de la MOI. Toutefois, les policiers n’interviennent pas.
Fin juin 1943, sur plus de 150 militants filés, 71 sont arrêtés et déportés, sauf les combattants du 2e détachement qui sont remis par la police française aux Allemands de la Geheime Feldpolizei.

### Histoire de la troisième filature
26 juillet 1943 : les BS effectuent une troisième filature dont la cible est la branche politique de la MOI.
La 3e filature commence, fortuitement, à partir de Marcel Rayman, qui n’avait pu être appréhendé en raison de sa très grande méfiance.
Le 21 octobre 1943 la BS prend en filature à la gare de l’Est un commando de dérailleurs (Léon Goldberg, Mosze Fingercweig, Jonas Geduldig dit Martiniuk, Thomas Elek, Joseph Boczor, Wolf Wajsbrot et Ildo Stanzani) qui partent en opération. Tous (à l’exception des deux derniers) prennent un train, par groupe de deux pour Nangis. Le groupe traverse Saint-Julien-les-Villas et les inspecteurs de la BS les « perdent » de vue. Les policiers se rendent bien compte que l’équipe se dirige vers le lieu de l’opération sans pour autant l’en empêcher.
Le commando fera dérailler, à Grandpuits près de Mormant un train se composant de 51 wagons dont 27 seront détruits et obstrueront les deux voies, occasionnant la destruction de blé, bois, divers colis et des moteurs d’avions. Deux convoyeurs militaires allemands sont tués et le chef de train est légèrement blessé.
Le 16 novembre 1943 un vaste coup de filet est lancé par les brigades spéciales.
Soixante-huit résistants sont arrêtés; Parmi les premiers à tomber, Missak Manouchian et Joseph Epstein sont arrêtés à la gare d’Évry Petit Bourg.
Cette filature est décrite pour la première fois dans l'ouvrage Les R.G. sous l'Occupation : quand la police française traquait les résistants, Paris, Éditions Olivier Orban, coll. « Réserve Ouvrage », 1er février 1992, 185 p.  (ISBN 978-2-85565-652-6) de l'écrivain Frédéric Couderc.

### Bilan des 3 filatures
- 1re filature : janvier à mars 1943, 57 arrestations et démantèlement de l’organisation politique de la jeunesse juive et de l'appareil de propagande.
- 2e filature : mars à juin 1943, 71 arrestations et démantèlement de l’organisation politique juive des MOI et du 2e détachement juif des FTP-MOI.
- 3e filature : juillet à novembre 1943, 68 arrestations et démantèlement des FTP-MOI et de son appareil logistique. Parmi les 68 résistants arrêtés la BS constate qu’il y a 33 « aryens » dont 19 étrangers, 35 Juifs dont 30 étrangers et 21 femmes dans l’ensemble.

## Les spécialités des BS
- La filature : elle était parfaitement maîtrisée par les inspecteurs des brigades spéciales. Cette science policière était très importante ainsi que l’art du portrait parlé.
- Portrait parlé : il s’agissait de mémoriser en quelques instants le portrait du filé, jusqu’au plus petit détail vestimentaire, tel que la couleur des chaussures voire des chaussettes…
- L’interrogatoire : particulièrement brutal, matraquages, coups de poing, de pied, de nerfs de bœufs, sur des prisonniers menottés aux mains et aux jambes.

## Bilan total
Les 200 à 220 policiers de cette brigade ont opéré de janvier 1942 à la fin de la guerre 1 599 arrestations, principalement de communistes.
Parmi les individus arrêtés, 216, dont les noms sont connus, ont été fusillés et d'autres sont décèdés dans l'enceinte de la préfecture à la suite d'interrogatoires particulièrement violents comme Jacques Bachter « mort des coups reçus « traumatisme violent » ».

## La Libération et l’épuration
Le débarquement de Normandie le 6 juin 1944 et le débarquement de Provence le 15 août, firent comprendre aux BS que les temps avaient changé. Le préfet de police Amédée Bussière fournit à ses hommes trois mois de salaire et une carte d’identité vierge, leur conseillant de disparaître.
À la Libération, 150 policiers des brigades spéciales sont poursuivis. Soixante-quatre inspecteurs sont condamnés dont vingt-deux à la peine de mort : dix sont exécutés.
Sur la centaine de policiers passés par la BS2 « antiterroriste », cinquante ont été traduits en justice :
- 8 condamnations à mort (dont trois par contumace) ;
- 6 condamnations à des peines de travaux forcés à perpétuité ;
- 12 condamnations à des peines de travaux forcés ou de prison (dont 9 égales ou supérieures à 10 ans) ;
- 1 condamnation à la seule indignité nationale ;
- 1 acquittement ;
- 22 affaires classées

- Joseph Curinier est entré à la Préfecture comme gardien de la paix en 1937 ; comme nombre de ses collègues gardiens de la paix, il a bénéficié des circonstances pour être détaché aux « brigades spéciales » des RG en tant qu'inspecteur auxiliaire. Dès l'automne 1939, il prend du galon, pour devenir inspecteur « spécial ». Il participera à des dizaines d'arrestations. À la Libération il est interné et le 26 octobre 1944, il passe devant la commission d'épuration. Il risque gros, comme tous les membres des deux brigades spéciales de la Préfecture de police. D'autant plus que le président de la commission d'épuration est lui-même passé entre les mains de ces hommes qui ne dédaignaient pas avoir recours à la violence. Or Joseph Curinier est le seul de ces policiers à reconnaître avoir frappé, mais, affirme-t-il devant les « épurateurs » incrédules, c'est dans des circonstances bien particulières : pour ne pas se trahir et parce qu'il a été sommé de le faire, par un chef de groupe à la recherche de « traîtres » qui, au sein des BS, renseignent la Résistance… Car Joseph Curinier appartient à la Résistance, précisément au Service du renseignement (SR) du Mouvement de libération nationale (MLN) !
- Eugène Dumaine est le résistant de référence au sein des BS.. Gardien de la paix en 1931, il est inspecteur spécial en 1942 et travaille pour Ceux de la Libération. Il transmet aussi des informations au commissaire Gaston Pateau - qui meurt en déportation -, résistant à Patriam Recuperare. Dumaine est arrêté le 28 février 1943, à la suite de l'arrestation d'un autre inspecteur résistant, Marcel Quillent, trahi par son chef de réseau. Dumaine meurt le 13 septembre 1943 à Bergen-Belsen. Quillent rentre de Mauthausen en juin 1945.
- Le réseau Béarn, par l'intermédiaire de l'inspecteur principal Albert Bourgeon a recruté une quinzaine de membres des BS. Bourgeon sera déporté mais reviendra d'Allemagne.

- Connu de ses collègues comme « un mangeur de Juif », l’inspecteur principal Sadoski, arrêté en avril 1942 et détenu à la Gestapo de Berlin, puis libéré un mois plus tard avec son chef le commissaire Christian Louit, organise des surveillances et multiplie les opérations à proximité des gares, dans les lieux publics. Avec quelques dizaines d'inspecteurs, son service est responsable de milliers d'arrestations, dont les victimes ne sont pratiquement jamais revenues de déportation. Les archives montrent ce que pouvait être le zèle de ces hommes.

Si ces « brigades spéciales » ont été d'une grande « efficacité », les archives de l'épuration démontrent toutefois que ces groupes spécialisés dans la chasse aux « terroristes » ont, au total, arrêté moins de Juifs ou de résistants que les services de police traditionnels, à travers leurs rafles.

## Quelques noms

### André Baillet
André Baillet était commissaire puis directeur aux Renseignements généraux. Il est chargé, avant l'invasion allemande, de créer une brigade des propos alarmistes chargé de traquer les membres du Parti communiste puis les anti-allemands et les ennemis intérieurs. Sa haine des résistants se manifestait quotidiennement en procédant à de nombreuses arrestations et interrogatoires en frappant avec un nerf de bœuf les prisonniers. Il déposa avec acharnement aux procès de plusieurs résistants.

### Gaston Barrachin
Gaston Barrachin, né en 1900, est un inspecteur principal de police français et tortionnaire, à l'origine de l'arrestation du Groupe Manouchian. Il est à l'origine également de l'arrestation de 70 résistants dont 18 seront fusillés, 11 seront déportés, 14 disparaitront sans laisser de traces et deux mourront à la suite des tortures et mauvais traitements de Barrachin et de ses inspecteurs. Arrêté et incarcéré à Fresnes, tente, à l'aide d'une imprimerie de fabriquer de faux documents pour compromettre des résistants ; condamné à mort en octobre 1945 et fusillé le 19 janvier 1946 à Montrouge.

### Maurice Bel
Maurice Bel  est un inspecteur de police français, de la 2e section des Renseignements Généraux, puis de la brigade spéciale des RG. En fuite à la Libération, il s'engage en septembre 1944 dans les chasseurs à pied et participe aux campagnes d'Alsace et d'Allemagne. Blessé par une mine, qui lui arrache une jambe, il est décoré de la croix de guerre avec palme, mais il est identifié et est incarcéré en 1946. Le tribunal déclare un non-lieu et il est libéré le 19 novembre 1946.

### Just Bignand
Just Bignand est un policier français de la Brigade Spéciale du 4e arrondissement de Paris, qui se distingue dans la chasse aux Juifs. Placé sous mandat de dépôt le 27 décembre 1944, il passe en janvier 1945 devant la Commission d'Epuration qui propose sa révocation sans pension. Remis en liberté le 23 février 1946 il est condamné à 3 ans de prison le 21 décembre 1950, après une nouvelle plainte des familles de déportés. Amnistié en 1953, il demande sa réintégration le 1er juin 1954, réintégration refusée.

### Fernand David
Fernand David est commissaire divisionnaire, et chef de la BS1. Né le 4 octobre 1908 à Belfort, il entre à la police de Paris comme secrétaire de commissariat en 1932. En 1939, il est reçu au concours de commissaire de la ville de Paris et est affecté à la direction générale de la police municipale de Paris. En 1941, Lucien Rottée le nomme chef de la BS1. Anti-communiste il organise les brigades spéciales « qui existaient déjà avant sa nomination ». Condamné à mort il est exécuté le 5 mai 1945 au fort de Châtillon à Fontenay-aux-Roses,.

### Jean Dides
Jean Dides est un inspecteur principal, 5e section des Renseignements Généraux, spécialiste des affaires juives à la préfecture de police de 1942 à 1944.
Révoqué par une commission d'épuration à la Libération, jamais jugé, il est recruté par l'Office of Strategic Services comme agent anti-communiste puis en 1946 prend la tête d'une Amicale des épurés de l'Administration qui regroupe d'anciens collabos. Réintégré à la faveur des débuts de la guerre froide, il devient commissaire de police,  met en place un réseau policier clandestin, les « réseaux Dides », et participe à la réorganisation de la police nationale et à l'épuration des éléments communistes des CRS. Il fut élu poujadiste en janvier 1956.

### René Jean Hénoque
Fils de Léon Lucien Hénoque, boucher et de Charlotte Blanche Rottée, ménagère, René Jean Hénoque naît le 23 mars 1909 16, rue du Marché (actuelle rue de la République) à Verberie.
Bachelier en 1928, il devance l'appel et est affecté au 2e bataillon du 8e régiment du génie encaserné au fort du mont Valérien. Libéré des obligations militaires, il est agent technique à la société Le Matériel Téléphonique (LMT) et demeure 18 rue Francœur, dans le 18e arrondissement.
 En mars 1932, il réussit le concours d’inspecteur de police et est affecté au commissariat spécial de la gare de Lyon, puis à la gare de l'Est. 
Devenu secrétaire suppléant auxiliaire en décembre 1933, il est affecté au commissariat de Clignancourt, puis à celui de Saint-Ouen. Le 10 décembre 1934, il se marie à Bruxelles avec Diomira Coussement, de nationalité belge, avec laquelle il aura deux enfants.
Au début de 1937, il rejoint le 36, quai des Orfèvres, et il se consacre essentiellement à réprimer la petite et la moyenne délinquance.
Fonctionnaire de police, Hénoque n'est pas concerné par l'ordre de mobilisation du 3 septembre 1939. Après les purges du régime de Vichy, Hénoque se retrouve, le 1er août 1941, promu au grade de commissaire de police à la compagnie de circulation de la police municipale. Sur demande Lucien Rottée, oncle de René Jean Hénoque, il rejoint la BS2 des Renseignements généraux, le 1er janvier 1942. En 1942, il dirige une quarantaine de fonctionnaires, qui passeront à plus d'une centaine en 1944. Hénoque est le correspondant privilégié des gestapistes Karl Bömelburg et Artur Maag, responsable de la répression des attentats au sein de la Gestapo.

### X Laville
X Laville est un inspecteur de la police française, de la 5e section des Renseignements Généraux, organisateur d'une équipe de voie publique pour traquer les Juifs dans Paris. Arrêté avec Antoine Santoni il est jugé le 25 janvier 1946 et condamné à mort. Le jugement est cassé, il est rejugé et bénéficie de « circonstances atténuantes ». Il est finalement condamné aux travaux forcés à perpétuité le 10 mai 1946.

### Lucien Rottée
Lucien Rottée est le directeur des Renseignements généraux de la Préfecture de Police. Condamné à mort et fusillé au fort de Châtillon à Fontenay-aux-Roses le 5 mai 1945.

### Louis Sadoski
Louis Sadoski est inspecteur principal adjoint de la police française, animateur de la « section juive » de la police à Paris.
« Condamné aux travaux forcés à perpétuité en 1946, Sadosky fut gracié par le président de la République en 1952. Il meurt quinze ans plus tard ».

### Antoine Santoni
Antoine Santoni est inspecteur de la police française, aux renseignements généraux, et organisateur d'une équipe de voie publique pour traquer les Juifs dans Paris à partir de février 1942. À la Libération, s'enfuit en Allemagne puis essaye de gagner l'Italie. Après beaucoup de péripéties, il est acquitté, en 1953, par le tribunal militaire de Paris. Il retrouve ses droits et réintègre la police comme officier.